# Beranění

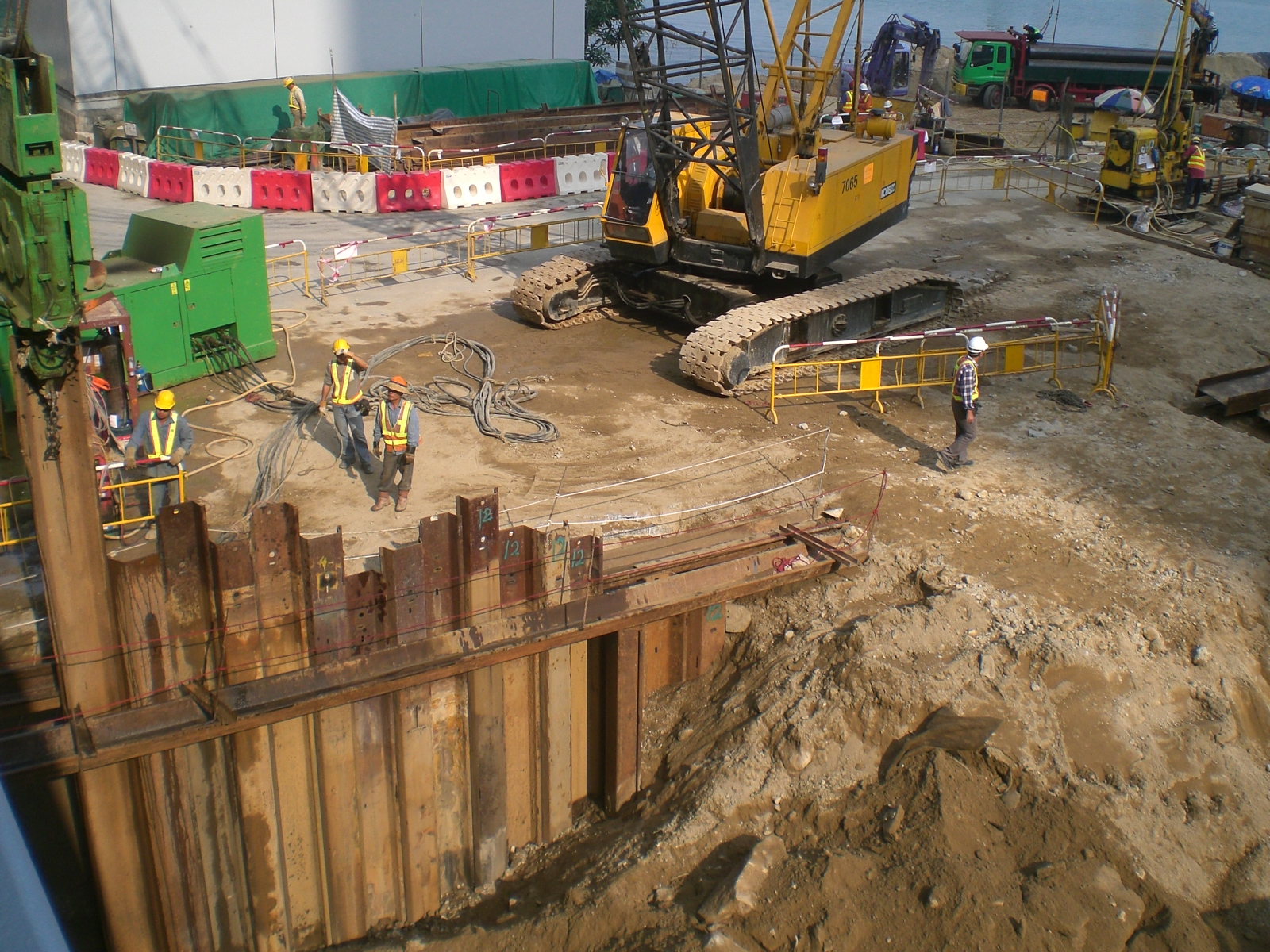
Zpevnění plochy vytvořené beraněním štětovnic

Beranění je stavebně technologický postup, při kterém se piloty nebo štětovnice zarážejí do podloží pomocí beranidla.

## Účel
Účelem je zpevnit stavební plochu tak, aby byla stabilní, tj. nedocházelo k jejímu sesuvu, pohybu, nebo se zvýšila její únosnost pod stavbou.
Pro zvýšení únosnosti se používají piloty, které se zarážejí až na únosné podloží (např. skála). Pro zamezení sesuvu při hloubení výkopů a stavebních jam se používají taktéž piloty, a to těsně vedle sebe, nebo štětovnice, které se beraní tak, aby do sebe navzájem zapadaly zámky.
Do menších hloubek, řádově 4–8 metrů, a podle podloží se štětovnice beraní na jednu zápřež, do větších hloubek a při těžké zemině se provádí beranění po stupních.